# Claudio Ruffini
Claudio Ruffini (Santa Margherita d'Adige, 5 giugno 1922 – Roma, 15 luglio 1981) è stato un attore e stuntman italiano.

## Biografia
Stuntman e caratterista, prese parte ad alcuni western negli anni settanta e a film di genere dello stesso decennio, come Roma a mano armata e Milano trema: la polizia vuole giustizia, ma deve la sua fama soprattutto alle apparizioni in numerosi film con Bud Spencer e Terence Hill, in cui il suo volto dall'espressione buffa e la sua corporatura massiccia (ma comunque agile) ne fecero uno dei classici antagonisti nelle pellicole della celebre coppia. Il suo ruolo tipico fu spesso quello dello scagnozzo non molto intelligente (interpretato anche in alcuni fotoromanzi); emblematici al riguardo i suoi personaggi in Pari e dispari e I due superpiedi quasi piatti.
Tuttavia interpretò anche ruoli più autorevoli, come l'arbitro di catch in Anche gli angeli mangiano fagioli e il capo pirata Kador in Chi trova un amico trova un tesoro, che fu la sua ultima apparizione.
Ruffini morì a Roma nel 1981, a causa dell'alcolismo, anche se altre fonti indicano che si ritirò a vivere in Francia. Secondo quanto asserito dal regista Umberto Lenzi, Ruffini sarebbe deceduto nel 1999 presso l'ospedale di La Rochelle, Charente-Maritime, per le conseguenze derivate sempre da un consumo eccessivo di alcool.

## Filmografia

### Cinema

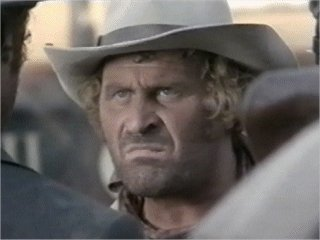
Claudio Ruffini in Gli fumavano le Colt... lo chiamavano Camposanto (1971)

- Maciste contro lo sceicco, regia di Domenico Paolella (1962)
- La notte dell'innominato, regia di Luigi Latini De Marchi (1962)
- La strada per Fort Alamo, regia di Mario Bava (1964)
- Agente 077 dall'Oriente con furore, regia di Sergio Grieco (1965)
- Agente 3S3 - Massacro al sole, regia di Sergio Sollima (1966)
- Cifrato speciale, regia di Pino Mercanti (1966)
- Le due facce del dollaro, regia di Roberto Bianchi Montero (1967)
- Troppo per vivere... poco per morire, regia di Michele Lupo (1967)
- Nato per uccidere, regia di Antonio Mollica (1967)
- Un poker di pistole, regia di Giuseppe Vari (1967)
- Il cobra, regia di Mario Sequi (1967)
- Voltati... ti uccido!, regia di Alfonso Brescia (1967)
- Vendetta per vendetta, regia di Mario Colucci (1968)
- Samoa, regina della giungla, regia di Guido Malatesta (1968)
- Il grande silenzio, regia di Sergio Corbucci (1968)
- E venne il tempo di uccidere, regia di Enzo Dell'Aquila (1968)
- Joko - Invoca Dio... e muori, regia di Antonio Margheriti (1968)
- Un minuto per pregare, un istante per morire, regia di Franco Giraldi (1968)
- Cin cin... cianuro, regia di Ernesto Gastaldi (1968)
- Il suo nome gridava vendetta, regia di Mario Caiano (1968)
- Una lunga fila di croci, regia di Sergio Garrone (1969)
- Django il bastardo, regia di Sergio Garrone (1969)
- La vendetta è il mio perdono, regia di Roberto Mauri (1969)
- Buon funerale amigos!... paga Sartana, regia di Giuliano Carnimeo (1970)
- Shango, la pistola infallibile, regia di Edoardo Mulargia (1970)
- L'oro dei Bravados, regia di Giancarlo Romitelli (1970)
- L'arciere di fuoco, regia di Giorgio Ferroni (1971)
- Testa t'ammazzo, croce... sei morto - Mi chiamano Alleluja, regia di Giuliano Carnimeo (1971)
- Uomo avvisato mezzo ammazzato... parola di Spirito Santo, regia di Giuliano Carnimeo (1971)
- Il suo nome era Pot... ma... lo chiamavano Allegria, regia di Lucio Dandolo e Demofilo Fidani (1971)
- Gli fumavano le Colt... lo chiamavano Camposanto, regia di Giuliano Carnimeo (1971)
- ...e poi lo chiamarono il Magnifico, regia di E.B. Clucher (1972)
- La mano lunga del padrino, regia di Nardo Bonomi (1972)
- Il West ti va stretto, amico... è arrivato Alleluja, regia di Giuliano Carnimeo (1972)
- Jesse & Lester - Due fratelli in un posto chiamato Trinità, regia di Renzo Genta (1972)
- I due figli dei Trinità, regia di Osvaldo Civirani (1972)
- Amico, stammi lontano almeno un palmo, regia di Michele Lupo (1972)
- Trinità e Sartana figli di..., regia di Mario Siciliano (1972)
- Piedone lo sbirro, regia di Steno (1973)
- Anche gli angeli mangiano fagioli, regia di E.B. Clucher (1973)
- Fuori uno... sotto un altro, arriva il Passatore, regia di Giuliano Carnimeo (1973)
- L'altra faccia del padrino, regia di Franco Prosperi (1973)
- Milano trema: la polizia vuole giustizia, regia di Sergio Martino (1973)
- Oremus, Alleluia e Così Sia, regia di Alfio Caltabiano (1973)
- Sentivano... uno strano, eccitante, pericoloso puzzo di dollari, regia di Italo Alfaro (1973)
- Canterbury n° 2 - Nuove storie d'amore del '300, regia di Joe D'Amato (1973)
- ...e continuavano a mettere lo diavolo ne lo inferno, regia di Bitto Albertini (1973)
- Storia di karatè, pugni e fagioli, regia di Tonino Ricci (1973)
- Diario segreto da un carcere femminile, regia di Rino Di Silvestro (1973)
- Il mio nome è Shangai Joe, regia di Mario Caiano (1973)
- Anche gli angeli tirano di destro, regia di E.B. Clucher (1974)
- Di Tresette ce n'è uno, tutti gli altri son nessuno, regia di Giuliano Carnimeo (1974)
- Carambola, regia di Ferdinando Baldi (1974)
- Piedone a Hong Kong, regia di Steno (1975)
- Il lupo dei mari, regia di Giuseppe Vari (1975)
- Che botte ragazzi!, regia di Bitto Albertini (1975)
- Il giustiziere sfida la città, regia di Umberto Lenzi (1975)
- Il soldato di ventura, regia di Pasquale Festa Campanile (1976)
- Roma a mano armata, regia di Umberto Lenzi (1976)
- Il trucido e lo sbirro, regia di Umberto Lenzi (1976)
- Il conto è chiuso, regia di Stelvio Massi (1976)
- Il Vangelo secondo Simone e Matteo, regia di Giuliano Carnimeo (1976)
- Charleston, regia di Marcello Fondato (1977)
- I due superpiedi quasi piatti, E.B. Clucher (1977)
- Squadra antitruffa, regia di Bruno Corbucci (1977)
- Piedone l'africano, regia di Steno (1978)
- Pugni dollari & spinaci, regia di Emimmo Salvi (1978)
- Pari e dispari, regia di Sergio Corbucci (1978)
- Lo chiamavano Bulldozer, regia di Michele Lupo (1978)
- Uno sceriffo extraterrestre... poco extra e molto terrestre, regia di Michele Lupo (1979)
- John Travolto... da un insolito destino, regia di Neri Parenti (1979)
- Poliziotto superpiù, regia di Sergio Corbucci (1980)
- S.H.E. - La volpe, il lupo, l'oca selvaggia (S.H.E: Security Hazards Expert), regia di Robert Michael Lewis (1980)
- Chi trova un amico trova un tesoro, regia di Sergio Corbucci (1981)

### Televisione
- La freccia nera, regia di Anton Giulio Majano – miniserie TV (1968-1969)

## Doppiatori
Nelle versioni in italiano dei suoi film, Claudio Ruffini è stato doppiato da:
- Manlio De Angelis in Pari e dispari, Poliziotto superpiù, Chi trova un amico trova un tesoro
- Daniele Tedeschi in Il suo nome gridava vendetta
- Antonio Guidi in I due superpiedi quasi piatti